# Liste der Baudenkmäler in Selfkant
Die Liste der Baudenkmäler in Selfkant enthält die denkmalgeschützten Bauwerke auf dem Gebiet der Gemeinde Selfkant im Kreis Heinsberg in Nordrhein-Westfalen (Stand: Juli 2021). Diese Baudenkmäler sind in der Denkmalliste der Gemeinde Selfkant eingetragen; Grundlage für die Aufnahme ist das Denkmalschutzgesetz Nordrhein-Westfalen (DSchG NRW).

| Bild                                                               | Bezeichnung                                                        | Lage                                               | Beschreibung | Bauzeit                           | Eingetragen seit  | Denkmal- nummer |
| ------------------------------------------------------------------ | ------------------------------------------------------------------ | -------------------------------------------------- | --- | --------------------------------- | ----------------- | --------------- |
| Wohn-Stallhaus                                                     | Wohn-Stallhaus                                                     | Saeffelen Am Dorfanger 4 Karte                     | Datierung: 1863; dreiflügelige Backstein-Hofanlage im Bereich Angerdorfes Saeffelen. Die Hofanlage ist ein dreiachsiges traufständiges Wohnhaus mit anschließendem Torhaus mit vereinzelten noch vorhandenen Fachwerkelementen. | 1863                              | 12. Juni 2008     | 52              |
| weitere Bilder                                                     | Marienkapelle (Herkenrather Kapelle)                               | Süsterseel Am Kreisverkehr B 56 Karte              | Datierung: 1863; neugotische Backsteinkapelle, über sechseckigem Grundriss mit einem Eingangsvorbau, Glasfenster, Altar noch vorhanden. | 1863                              | 30. März 1984     | 15              |
| Wegekreuz                                                          | Wegekreuz                                                          | Höngen An der K 15 Karte                           | Datierung: 1899, Material: Eisen und Blaustein. | 1899                              | 27. April 1985    | 33              |
| Missionskreuz auf dem Friedhof                                     | Missionskreuz auf dem Friedhof                                     | Millen Kirchplatz 7 Karte                          | Missionskreuz, 19. Jahrhundert. Das hölzerne Missionskreuz ist durch eine quadratische offene Metallanlage mit Schutzdach umbaut. | 19. Jh.                           | 15. Juni 1989     | 46              |
| Haus Dilia                                                         | Haus Dilia                                                         | Höngen An Dilia 21 Karte                           | Datierung: 1782 (in Ankersplinte), vierflügelige Hofanlage, Backstein, z. T. in Fachwerk, weiß geschlämmt, Wohnhaus eingeschossig, vier zu zwei Achsen. | 1782                              | 30. März 1984     | 17              |
| Wegekreuz Haus Habetz                                              | Wegekreuz Haus Habetz                                              | Millen An Alfens 1 Karte                           | Datierung 19. Jahrhundert; Material: Metall | 19. Jh.                           | 30. März 1984     | 21              |
| Gut Schwertscheid                                                  | Gut Schwertscheid                                                  | Stein Gut Schwertscheid 1 Karte                    | Vierflügeliger Backsteinhofanlage des 17./18. Jahrhunderts mit zweigeschossigem Wohnhaus, Fenster mit Holzblockzargen, im Hof mit ursprünglicher Verglasung (Bleiverglasung); über der Toreinfahrt Wappenstein und Haussteinerker. Die gesamte Hofanlage ist aus baugeschichtlicher und volkskundlichen Gründen bedeutend für die Geschichte des Selfkants. | 17./18. Jahrhundert               | 29. April 1982    | 2               |
| Fränkische Backstein-Hofanlage                                     | Fränkische Backstein-Hofanlage                                     | Hillensberg Bergstraße 1 Karte                     | Datierung: 1708 in Ankersplinte; vierflügelige Backstein-Hofanlage, Wohnhaus giebelständig, zwei Geschosse in zwei zu zwei Achsen, Torgewände und Türgewände zum Teil auch Fenstergewände in Blaustein, Nebengebäude zum Teil Fachwerk. | 1708                              | 14. Januar 1986   | 37              |
| Hauskreuz                                                          | Hauskreuz                                                          | Hillensberg Bergstraße 24 Karte                    | Datierung: 19. Jahrhundert; Material: Holz | 19. Jh.                           | 30. März 1984     | 19              |
| weitere Bilder                                                     | Katholische Pfarrkirche St. Michael                                | Hillensberg Michaelstraße 8a Karte                 | Datierung: 11. Jahrhundert, 1713 (Ostteile) 1840 Umbau, Saalkirche aus Backstein und Blaustein, mit verschieferten Glockenturm. | 11. Jh.                           | 30. März 1984     | 10 Wikidata     |
| weitere Bilder                                                     | Kapelle                                                            | Höngen Birder Straße 14 Karte                      | Die Kapelle ist bedeutend für die Gemeinde Selfkant als Zeugnis der Volksfrömmigkeit, welche bis heute in kontinuierlicher Tradition gepflegt wird. Das ehemals an sie angebaute Spritzenhaus mit Arrestzellen sowie die vor ihr befindlichen Soldatengräber verleihen ihrem Standort eine zusätzliche ortsgeschichtliche Dimension. |                                   | 28. Oktober 1998  | 49              |
| weitere Bilder                                                     | Katholische Pfarrkirche St. Hubertus                               | Süsterseel Dechant-Kamper-Straße 34 Karte          | Datierung: 1772, 1861/62 Querschiff, 1957/58 (Salm); barockes Saalbau mit Tonne und Westturm des 19. Jahrhunderts. | 1772                              | 30. März 1984     | 14 Wikidata     |
| weitere Bilder                                                     | Kapelle der unbefleckten Empfängnis                                | Isenbruch Grünstraße 1 Karte                       | 15.–16. Jahrhundert, (Altar 1521 geweiht) Backstein weiß geschlämmt, polygonal geschlossen mit Strebepfeilern. | 15.–16. Jahrhundert               | 30. März 1984     | 8               |
| Wohn-Stallhaus                                                     | Wohn-Stallhaus                                                     | Tüddern Gertrudisstraße 7 Karte                    | Datierung 1835 (Ankersplinte); vierflügelige Backstein-Hofanlage, Wohn-Stallhaus, zweigeschossig, dreiachsig; Toreinfahrt, Fensterstürze und Fensterbänke Blaustein. Im Inneren noch weitgehend erhalten. Die gesamte Hofanlage ist aus baugeschichtlicher und volkskundlichen Gründen bedeutend für die Geschichte des Selfkants. | 1835                              | 29. April 1982    | 1               |
| Hofanlage                                                          | Hofanlage                                                          | Havert Hauptstraße 64 Karte                        | Dreiseitige Hofanlage datiert mit 1886 in Eisenankersplinten; Ziegelbau, zweigeschossig, fünf achsig, Blausteintürgewände und Fensterbänke im Erdgeschoss Blausteinstürze mit den ortsüblichen Halterungen für Schlagläden. Das Traufgesims ist in Klötzchen- und Sägezahnfriesausführung hergestellt. Der halbbogige linke Anbau mit Toreinfahrt ist mit Radabweiser, Kämpfer Keilstein (Dat. 1848) ausgestattet.                                                                          | 1866                              | 15. Juni 1989     | 45              |
| Wegekreuz                                                          | Wegekreuz                                                          | Havert Hauptstraße, Ecke Kreuzstraße Karte         | Datierung: 19. Jahrhundert; gusseiserner Korpus. | 19. Jh.                           | 9. April 1984     | 9               |
| Hofanlage                                                          | Hofanlage                                                          | Havert Haus Wammen Karte                           | Datierung: 17. / 18. Jahrhundert, zweigeschossige Hofanlage, drei Achsen, Backstein weiß geschlämmt. Nebengebäude in Backstein. | 17./18. Jahrhundert               | 10. April 1984    | 32              |
| Wegekreuz                                                          | Wegekreuz                                                          | Höngen Heerstraße Karte                            | Wegekreuz, Datierung: 19. Jahrhundert, Sockel 20. Jahrhundert, Gusseisen. | 19. Jh.                           | 30. März 1984     | 22              |
| Wegekreuz                                                          | Wegekreuz                                                          | Höngen Heerstraße, Einmündung Birder Straße Karte  | Datierung: 19. Jahrhundert, Gusseisen. | 19. Jh.                           | 9. April 1984     | 26              |
| Backstein-Hofanlage                                                | Backstein-Hofanlage                                                | Saeffelen Heinsberger Straße 17 Karte              | Datierung 1870 (Torkeilstein); vierflügelige Backstein-Hofanlage, Wohnhaus zweigeschossig, sieben Achsen, zwei Toreinfahrten. | 1870                              | 26. Juni 1984     | 28              |
| Wegekreuz                                                          | Wegekreuz                                                          | Süsterseel Herkenrather Weg, Ecke Waldstraße Karte | Datierung: 19. Jahrhundert; Blausteinkreuz. | 19. Jh.                           | 30. März 1984     | 25              |
| weitere Bilder                                                     | Barbarakapelle                                                     | Schalbruch Hochstraße 50 Karte                     | Datierung 1880; Backsteinsaal mit Glockentürmchen. | 1880                              | 28. November 1986 | 7               |
| Zehntscheune                                                       | Zehntscheune                                                       | Millen Johann-Grein-Straße Karte                   | Datierung: 1788 (ersichtlich aus den Ankersplinten auf der Scheunenrückseite); Backsteinscheune mit Satteldach und vereinzelten vermauerten Fenster- und Türöffnungen. Die Anlage ist aus baugeschichtlicher und volkskundlichen Gründen bedeutend für die Geschichte des Selfkants. | 1788                              | 29. April 1982    | 4               |
| weitere Bilder                                                     | Marienkapelle                                                      | Großwehrhagen Kapellenstraße 23 Karte              | Backsteingebäude; Datierung: Ende 19. Jahrhundert; Besonderheit: Rokokoaltar 18. Jahrhundert, Muttergottes mit Kind 14. Jahrhundert. | Ende des 19. Jahrhunderts         | 16. März 1989     | 42              |
| Hofanlage                                                          | Hofanlage                                                          | Großwehrhagen Kapellenstraße 7 Karte               | Vierflügelige Hofanlage, Wohnhaus zwei Geschosse, fünf Achsen; Türgewände, Fensterstürze und Fensterbänke in Blaustein. | 19. Jh.                           | 19. Jh.           | 44              |
| Backstein-Hofanlage                                                | Backstein-Hofanlage                                                | Millen Kirchplatz 1 Karte                          | Backsteinhofanlage, mit zweigeschossigem Wohnhaus, giebelseitig, zwei Achsen, Blaustein-Fensterrahmungen, Toreinfahrt, Datierung: 1803 in Ankersplinte. | 1803                              | 27. März 1985     | 35              |
| Wohnhaus                                                           | Wohnhaus                                                           | Millen Kirchplatz 12 Karte                         | Datierung: 19. Jahrhundert, zweigeschossig, vier Achsen, Backstein, Fensterrahmen überputzt, Toreinfahrt. | 19. Jh.                           | 9. April 1984     | 18              |
| weitere Bilder                                                     | Katholische Pfarrkirche St. Nikolaus mit Orgel                     | Millen Kirchplatz 7 Karte                          | Ehemalige Propsteikirche, Datierung: Chor- und quadratische Apsis um 1000, Haupt- und Nebenschiffe sowie die Quirinuskapelle um 1200. | um 1000                           | 8. April 1988     | 39              |
| Backstein-Hofanlage                                                | Backstein-Hofanlage                                                | Millen Kirchplatz 5 Karte                          | Backsteinhofanlage datiert um 1800 (Ankersplinte), Backsteinhof, zwei Geschosse, Wohnhaus giebelseitig, zwei Achsen, Blausteinfensterrahman, Toreinfahrt. | um 1800                           | 29. Dezember 1993 | 48              |
| weitere Bilder                                                     | Katholische Pfarrkirche St. Lambertus                              | Höngen Kirchstraße 19 Karte                        | Datierung: Chor 1866, Langhaus 1950/52 erneuert. | 1866                              | 30. März 1984     | 11              |
| Alte Schule                                                        | Alte Schule                                                        | Höngen Kirchstraße 13 Karte                        | Die ehemalige Volksschule Höngen ist ein Baudenkmal. Sie ist bedeutend für die Gemeinde Selfkant. Erhaltung und Nutzung liegen aus wissenschaftlichen, insbesondere orts- und architekturgeschichtlichen Gründen im öffentlichen Interesse. Die ehemalige Volksschule wurde laut Inschrift am Gebäude 1911 errichtet; 1954 unter niederländischer Verwaltung, erfolgte eine Erweiterung. | 1911                              | 30. August 2007   | 51              |
| Pfarrhaus                                                          | Pfarrhaus                                                          | Höngen Kirchstraße 15 Karte                        | Datierung: 19. Jahrhundert; fünfachsiges zweigeschossiges Gebäude mit Bänderputz und schmiedeeisernes Gitter aus der Bauzeit (Vorgarten); stichbogige Öffnungen mit Stuckgewänden; Satteldach mit Aufschubling; Dacheindeckung mit Rheinlandpfannen. Rechter Gebäudeteil: Datierung 1900, Putzeckquaderung und Giebelfeld mit rundbogiger Aussparung für Fenster im Erd- und Obergeschoss durch Stuckverzierung mit Formelelementen im Sturz.                                               | 19. Jh.                           | 14. Januar 1986   | 36              |
| Backstein-Hofanlage                                                | Backstein-Hofanlage                                                | Höngen Krouw 4 Karte                               | Datierung: 1858 (Türkeilstein); vierflügelige Backsteinhofanlage, giebelständig, zweigeschossig, drei Achsen, Nebengebäude z. T. erneuert. | 1858                              | 20. August 1985   | 34              |
| Kirchhof mit Grabmälern, Teil der Friedhofsmauer und Grabstätte 10 | Kirchhof mit Grabmälern, Teil der Friedhofsmauer und Grabstätte 10 | Höngen Lambertusstraße Karte                       | Denkmalgeschützte Friedhofsmauer aus dem 19. Jahrhundert | 19. Jh.                           | 28. Oktober 1998  | 50(1)           |
| Kirchhof mit Grabmälern, Grabstätte 1–9 sowie 11 und 12            | Kirchhof mit Grabmälern, Grabstätte 1–9 sowie 11 und 12            | Höngen Kirchstraße 19 Karte                        | Denkmalgeschützte Gräber aus dem 19. und 20. Jahrhundert | 19. Jh.                           | 28. Oktober 1998  | 50(2)           |
| Fachwerkhofanlage                                                  | Fachwerkhofanlage                                                  | Höngen Lambertusstraße 4 Karte                     | Fachwerkhofanlage datiert um 1700 mit Ziegelsteinfront aus dem 19. Jahrhundert stammend, eingeschossig, zweiachsig, giebelständig mit seitlicher Hofeinfahrt. Im Hofinneren befinden sich Fenster aus dem Originalbestand. Im Hausinneren befinden sich die Kölner Decken und der Kamin wiederhergestellt. Eine Upkammer mit darunter befindlichen Ziegelsteingewölbekeller ist erhalten. Fundamentreste der ehemaligen Scheune und ein gemauerter Brunnen im Innenhof sind noch vorhanden. | um 1700                           | 5. Februar 1992   | 47              |
| Hofanlage                                                          | Hofanlage                                                          | Wehr Landstraße 31 Karte                           | Datierung 18. Jahrhundert, Backstein-Hofanlage, Wohnhaus giebelständig, weiß geschlämmt, zwei Geschosse, zwei Achsen, Holzblockrahmen, rückwärtig Fachwerk. | 18. Jh.                           | 26. Juni 1984     | 27              |
| Backstein-Hofanlage                                                | Backstein-Hofanlage                                                | Saeffelen Lindenstraße 14 Karte                    | Datierung: 1841. Zweigeschossig, 2 Achsen, Toreinfahrt, rechts eine Achse, Blausteinfensterbänke. | 1841                              | 30. März 1984     | 23              |
| Pumpe                                                              | Pumpe                                                              | Saeffelen Lindenstraße 18 a Karte                  | Datierung: Mitte des 19. Jahrhunderts. | 19. Jh.                           | 30. März 1984     | 24              |
| weitere Bilder                                                     | Katholische Pfarrkirche St. Gertrud                                | Tüddern Messweg 17 Karte                           | Datierung: 1808 (Saalbau, 1938 erweitert) Architekt Willy Weyres; barocker Saalbau mit moderner Erweiterung, Backstein, Kirchengestühl aus der Theresienkirche in Aachen. | 1808                              | 30. März 1984     | 16              |
| Alte Schule                                                        | Alte Schule                                                        | Hillensberg Michaelstraße 2 Karte                  | Die alte Schule Hillensberg ist ein einfaches kleines traufständiges Backsteinhaus in bescheidenen Formen aus der ersten Hälfte des 19. Jahrhunderts. Es handelt sich bei dem zweigeschossigen und dreiachsigen Haus um das älteste erhaltene Schulgebäude im Kreis Heinsberg, das über ein Blausteingewände und Blausteinfensterbänke verfügt. Gemeinsam mit Kirche und dem umgebenden bäuerlichen Anwesen bildet es das Ensemble des Dorfkerns von Hillensberg.                           | erste Hälfte des 19. Jahrhunderts | 28. November 1986 | 41              |
| Mühle Brandts                                                      | Mühle Brandts                                                      | Tüddern Oligstraße 35 Karte                        | Datierung: Zweite Hälfte des 19. Jahrhunderts. Zweigeschossig, siebenachsig mit korbbogiger Toreinfahrt. Fenster teilweise rundbogig, noch mit ursprünglicher Fabrikverglasung. Aufwändige Ankersplinte, besonders über die Toreinfahrt. Das Mühlengebäude ist zwischen zwei Wohngebäuden eingebaut und überspannt den ehemals antreibenden Bach. | 19. Jh.                           | 29. April 1982    | 30              |
| weitere Bilder                                                     | Katholische Pfarrkirche St. Lucia                                  | Saeffelen Pfarrer-Jäger-Straße 2 Karte             | Datierung: 1846–1849; dreischiffige Halle im Rundbogenstil mit Eingangsturm und halbrunder Apsis | 1846–1849                         | 30. März 1984     | 12              |
| Pfarrhaus                                                          | Pfarrhaus                                                          | Saeffelen Pfarrer-Jäger-Straße 5 Karte             | Datierung: 1860; zweigeschossig, fünf Achsen, Backstein mit betonter und übergiebelter Mittelachse. | 1860                              | 30. März 1984     | 13              |
| Propstei                                                           | Propstei                                                           | Millen Probsteiweg 8 Karte                         | Datierung: 1701 und 1827 durch Ankersplinten. Zwei bis drei Geschosse, unregelmäßige Achsen, Backstein, z. T. Holzblockrahmen, geschwungener Stufengiebel, jüngerer Teil ist abgewalmt. | 1701 und 1827                     | 23. Juni 1982     | 3               |
| weitere Bilder                                                     | Katholische Pfarrkirche St. Gertrud                                | Havert Sandkoul 1 Karte                            | 1863 (Johannes Burkart) Turm 1521 und 1904, 1949 einschiffige, neugotische Backsteinkirche mit Westturm und Querbau. | 1863, Turm 1521 und 1904          | 30. März 1984     | 6 Wikidata      |
| Schulgebäude                                                       | Schulgebäude                                                       | Schalbruch Schulstraße 2 Karte                     | Die Schule wurde in der Jahrhundertwende errichtet. Das eingeschossige Gebäude mit vier Achsen erhielt kurz nach der Erbauung einen dreiachsigen Anbau. Die Traufe und den Ortgang zieren noch die ursprünglichen Klötzchenfriese. Auf das Walmdach wurde ein Zwerchhaus gesetzt. | Jahrhundertwende                  | 17. Oktober 1988  | 40              |
| Friedhofsmauer                                                     | Friedhofsmauer                                                     | Wehr Mühlenstraße Karte                            | Backsteinmauerwerk; die Mauer friedigt das gesamte Kirchengrundstück ein. Die gesamte Maueranlage ist aus baugeschichtlicher und volkskundlichen Gründen bedeutend für die Geschichte des Selfkants. | unbekannt                         | 13. April 1983    | 5               |
| weitere Bilder                                                     | Katholische Pfarrkirche St. Severinus                              | Wehr Mühlenstraße 29 Karte                         | Datierung: 1796 Kirchengebäude gotischer Baustil. Datierung: 1859 Kirchturm | 1796 Kirche, 1859 Kirchturm       | 16. März 1989     | 43              |
| Wohnhaus (Altes Pastorat)                                          | Wohnhaus (Altes Pastorat)                                          | Millen von-Byland-Straße 5 Karte                   | Datierung um 1900, im Kern wohl 18. Jahrhundert, dreiflügelige Anlage, Wohnhaus zweigeschossig, 3 : 4 Achsen, Backstein, Putzrahmungen, ummauerter Garten mit Wegekapelle. | 18. Jh.                           | 26. Juni 1984     | 29              |
| Wohnhaus                                                           | Wohnhaus                                                           | Millen von-Byland-Straße 18 Karte                  | Datierung: Anfang 20. Jahrhundert; zweigeschossig, fünf Achsen, Backstein, Putzgliederung. | Anfang 20. Jahrhundert            | 30. März 1984     | 20              |
| Backstein-Hofanlage                                                | Backstein-Hofanlage                                                | Millen von-Byland-Straße 24 Karte                  | Datierung: 19. Jahrhundert, zweigeschossiges Gebäude, drei zu sechs Achsen, Backstein, Blaustein-Einfassungen z. T. überputzt. | 19. Jh.                           | 10. November 1986 | 38              |
| Mühlengebäude                                                      | Mühlengebäude                                                      | Millen Zum Haus Millen Karte                       | Baujahr ca. 1800, Backsteinmühlengebäude weiß geschlämmt mit Walmdach, Traufgesims mit Klötzchenfries, zwei zu dreiachsig, zweigeschossig, Fenster im Obergeschoss rundbogig und im Erdgeschoss teilweise mit Holzblockzargen, rundbogige Toreinfahrt und Haupteingang mit Holzzargen eingefasst. | ca. 1800                          | 27. März 1985     | 31              |